# Panagrellus redivivus
Panagrellus redivivus – gatunek nicienia z rodziny Panagrolaimidae. W akwarystyce znany pod nazwą „nicienie mikro” lub „węgorki mikro”.

## Zastosowanie

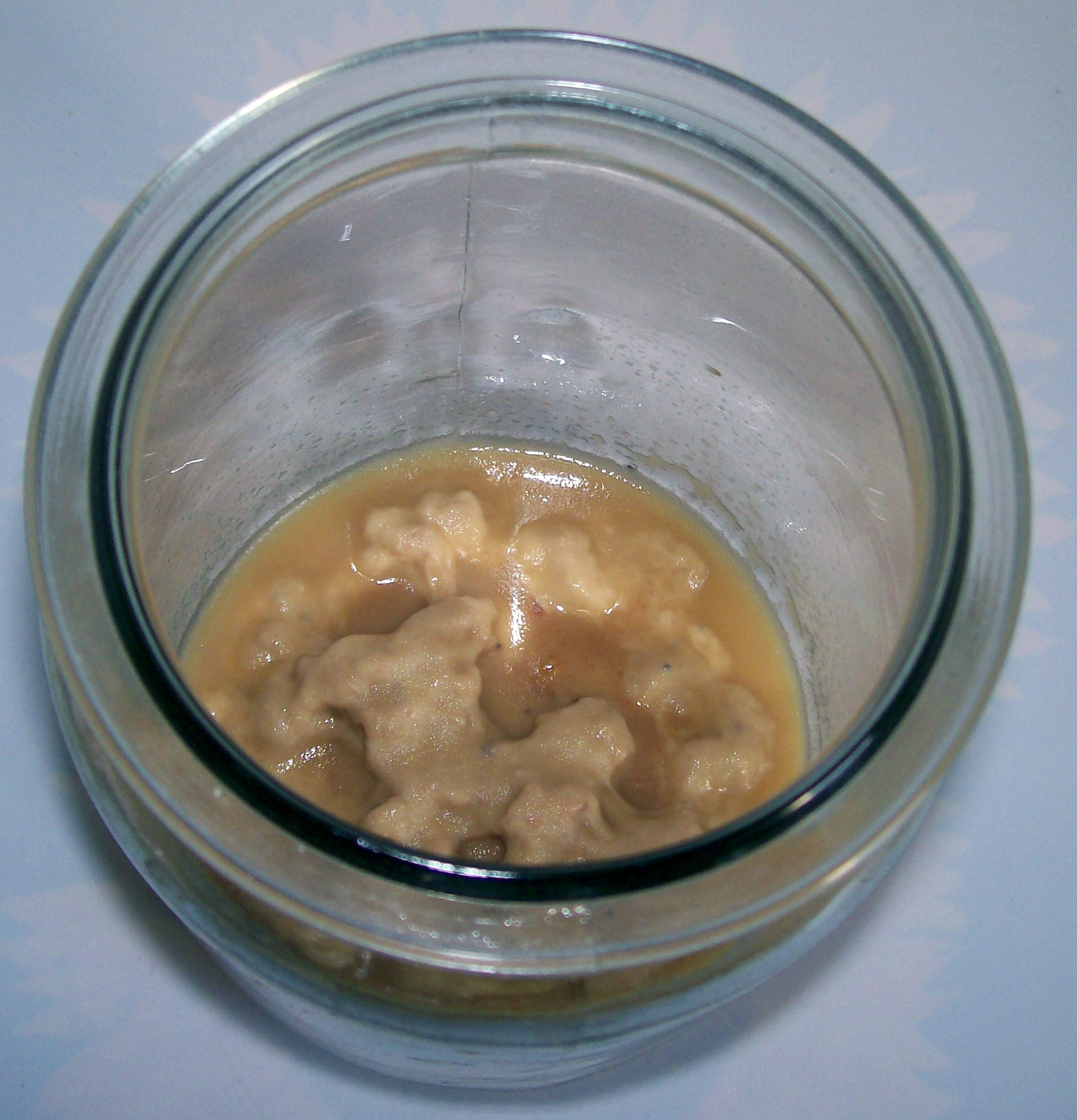
Hodowla nicieni „mikro”

W akwarystyce powszechnie wykorzystywany do karmienia narybku. Do tego celu zakłada się specjalne hodowle.